# ポール・ラスト
ポール・ラスト（Paul Rust, 1981年4月12日 - ）は、アメリカ合衆国アイオワ州ルマルス出身の俳優・コメディアンである。

## 出演作品
- 愛しのベス・クーパー（デニス）
- イングロリアス・バスターズ（アンディ・ケイガン）
- ビトウィーン・トゥ・ファーンズ: ザ・ムービー Between Two Ferns: The Movie (2019)
- クイーンピンズ Queenpins (2021)